# Erik Gunnar Asplund
Erik Gunnar Asplund (Stockholm, 1885. szeptember 22. – Stockholm, 1940. október 20.) svéd építész. Munkássága példát adott az új építészet merev formavilágának humanizálására, a funkcionalizmus helyi skandináv értelmezésére.

## Jelentősebb művei
- A Skandia-színház
- A stockholmi városi könyvtár
- A göteborgi tanácsház
- Skogskyrkogården

## Képgaléria

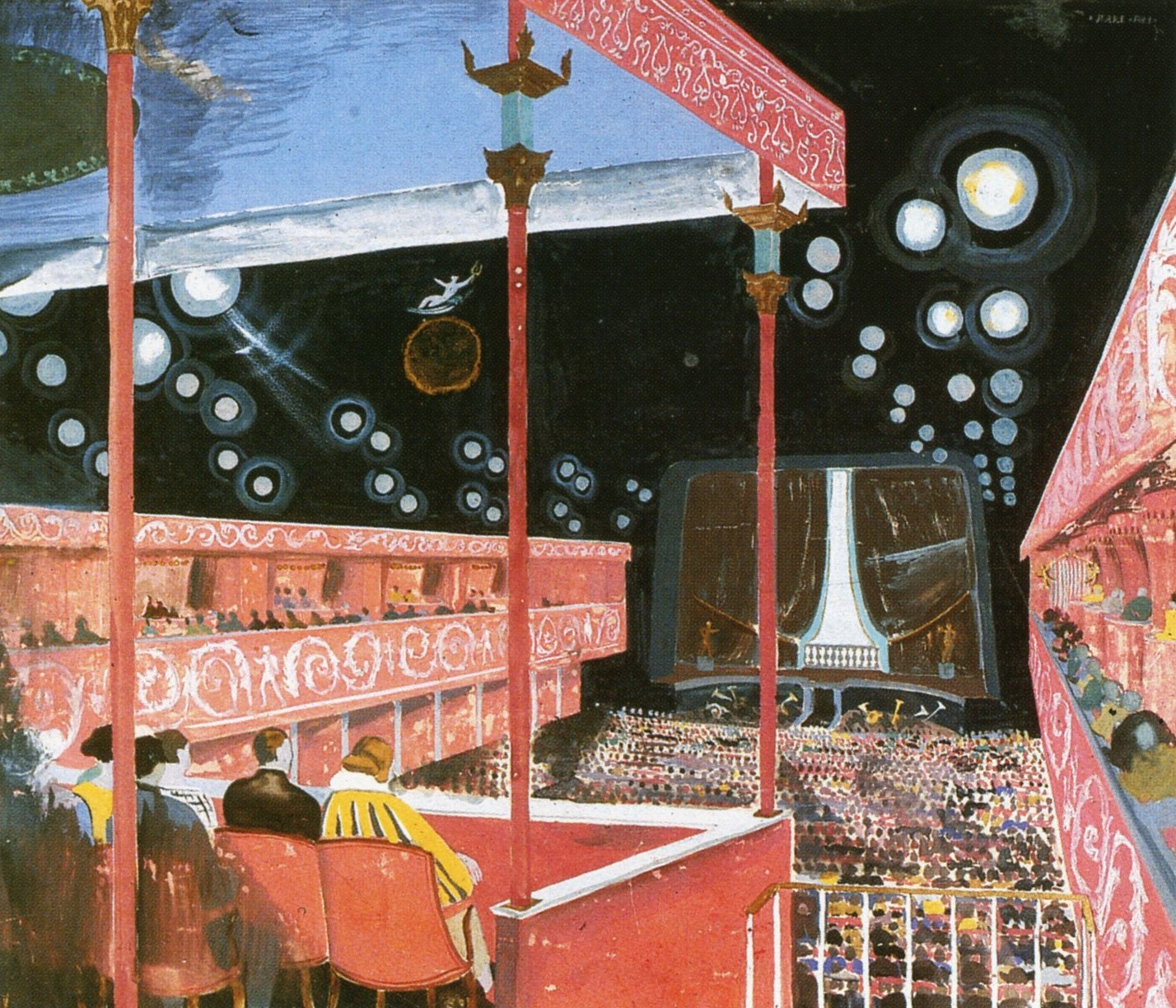
A Skandia-színház
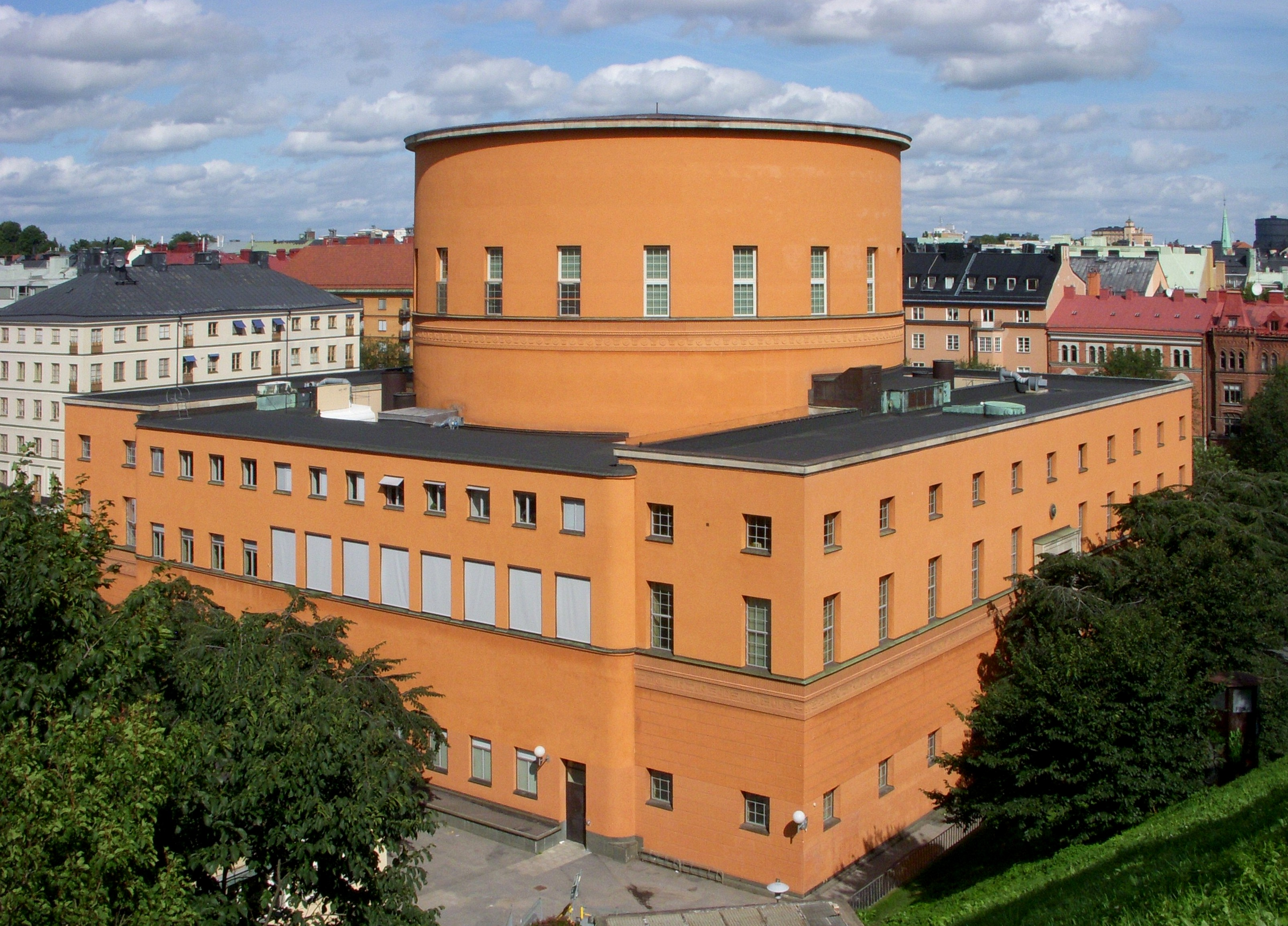
A stockholmi városi könyvtár
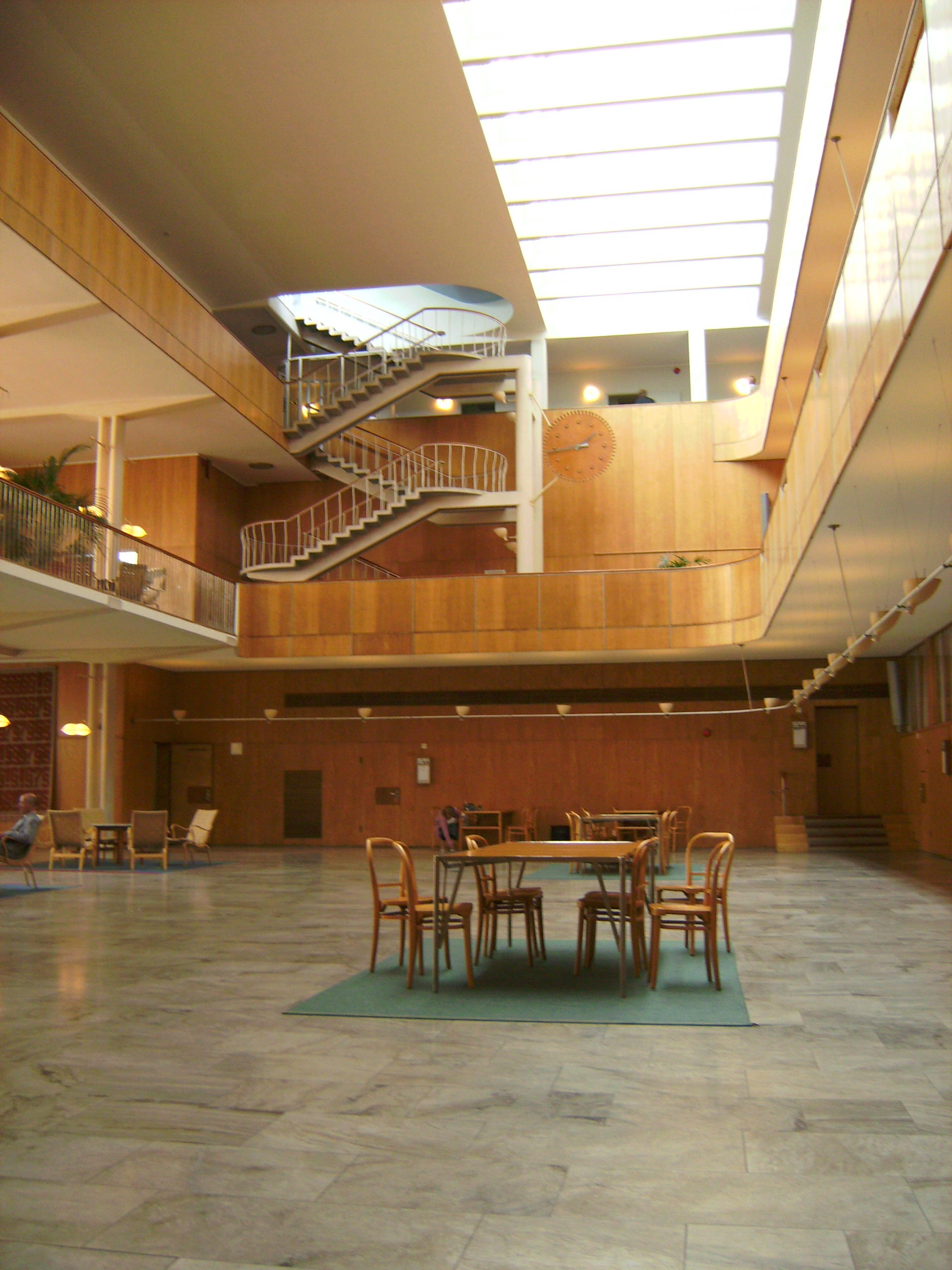
A göteborgi tanácsház
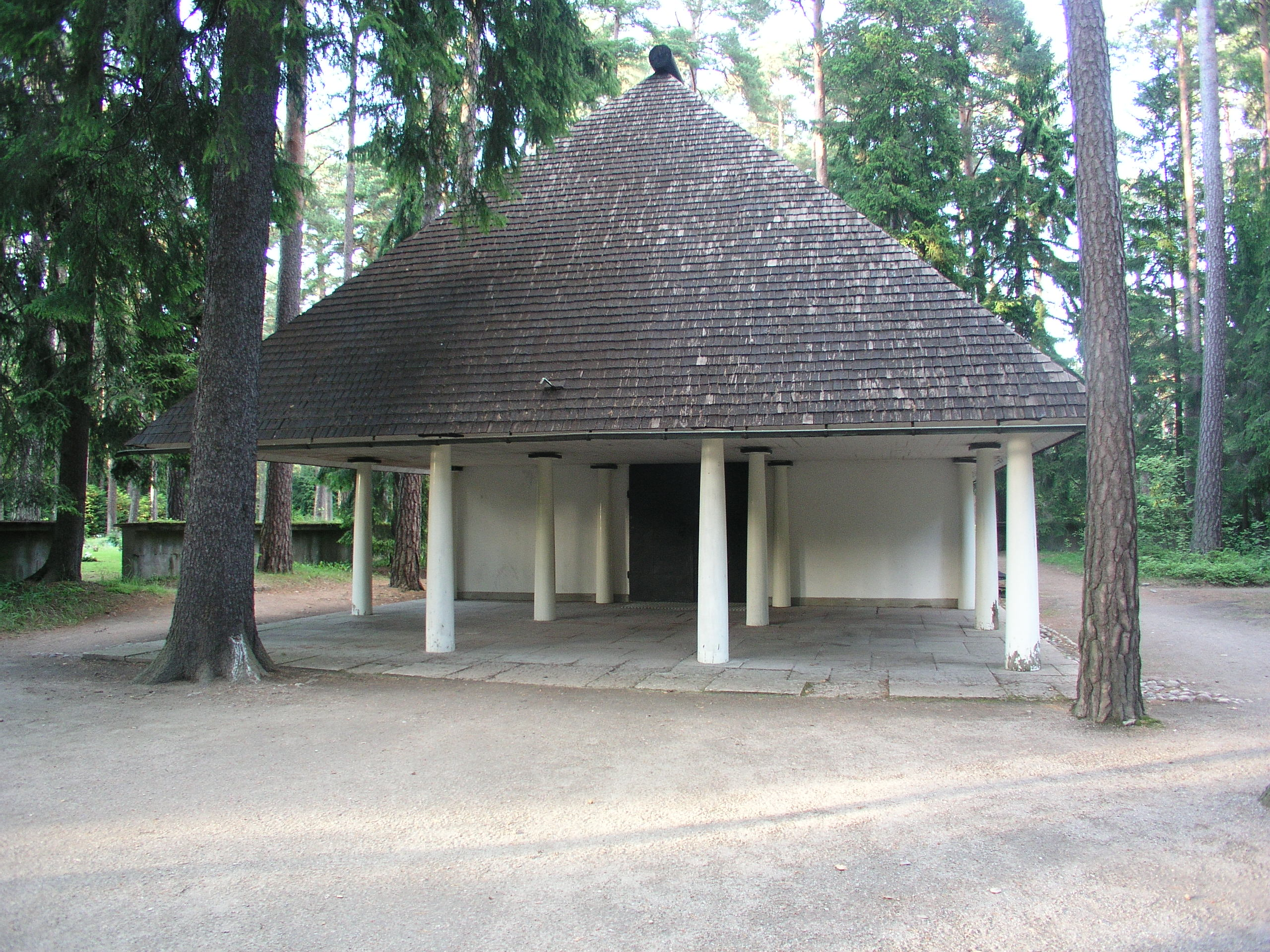
Skogskyrkogården